# Kemenesalja
Kemenesalja földrajzi tájegység Vas vármegyében, a Kemeneshát keleti oldalán, a Rába, Zala és Marcal folyók között fekvő terület.

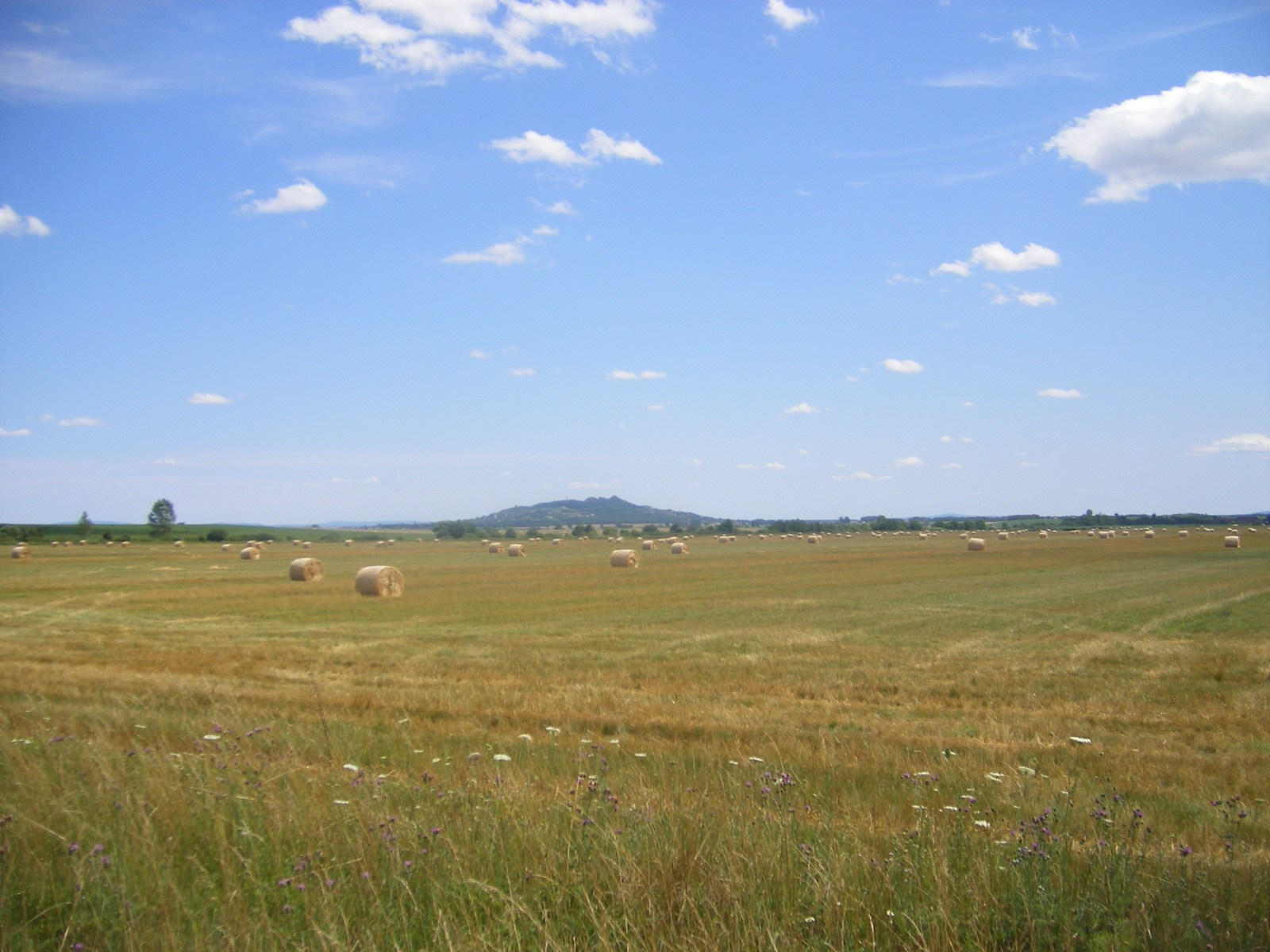
Kemenesaljai táj, távolban a Ság heggyel

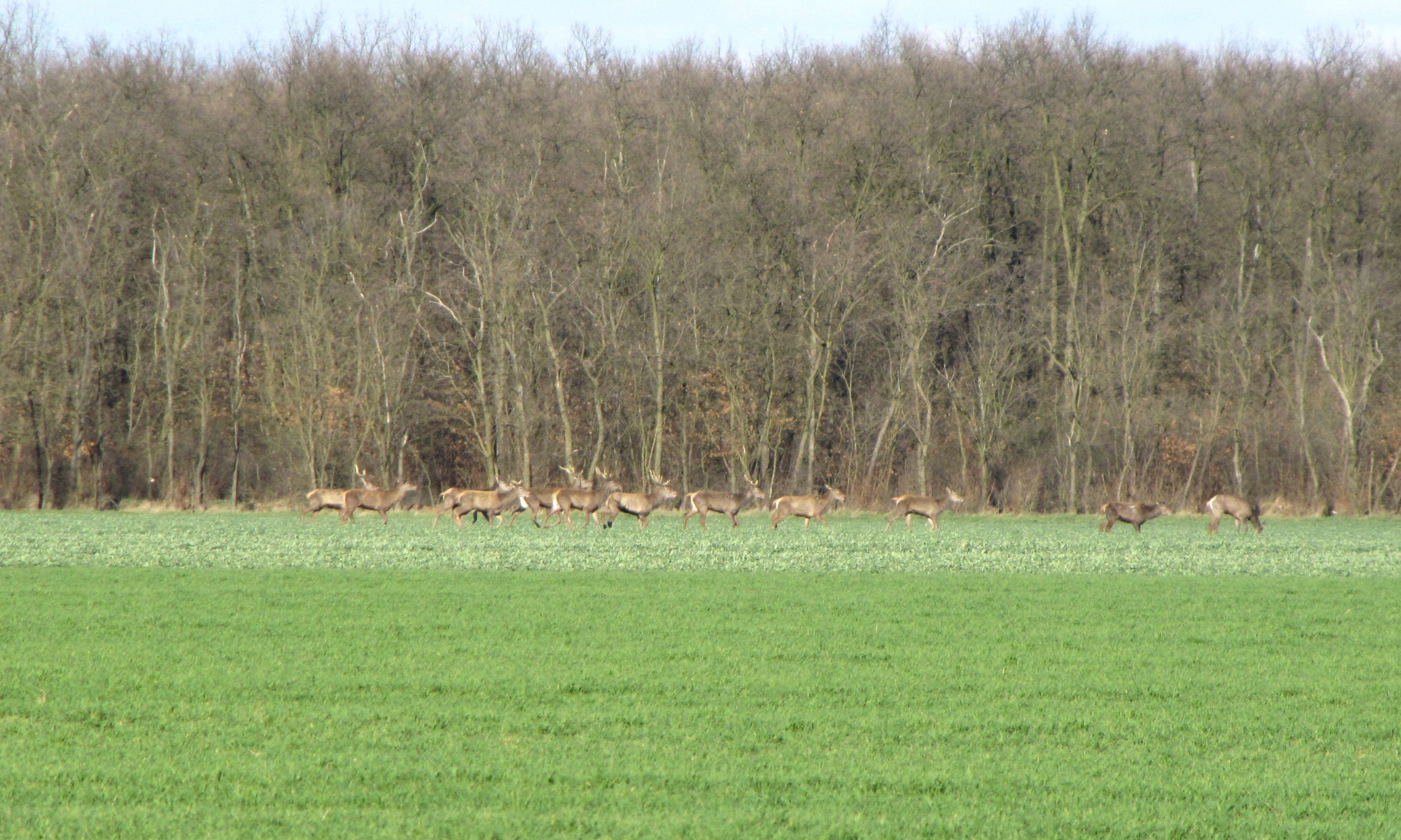
Kemenesháti táj

## Nevének eredete
Nevét szláv jövevényszónak tartják, jelentése kő, kavics, kavicsos.

## Földrajza

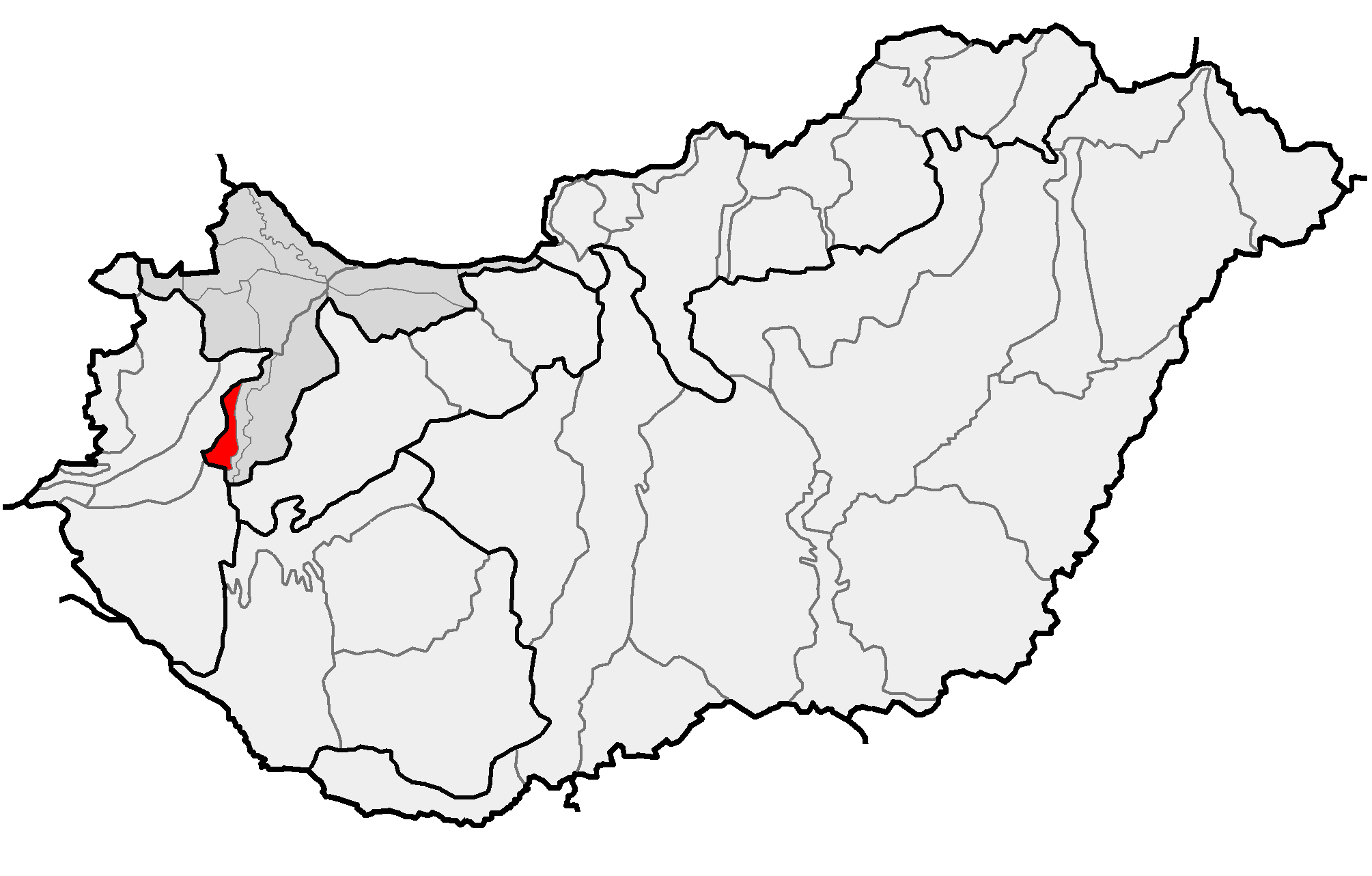
Kemenesalja

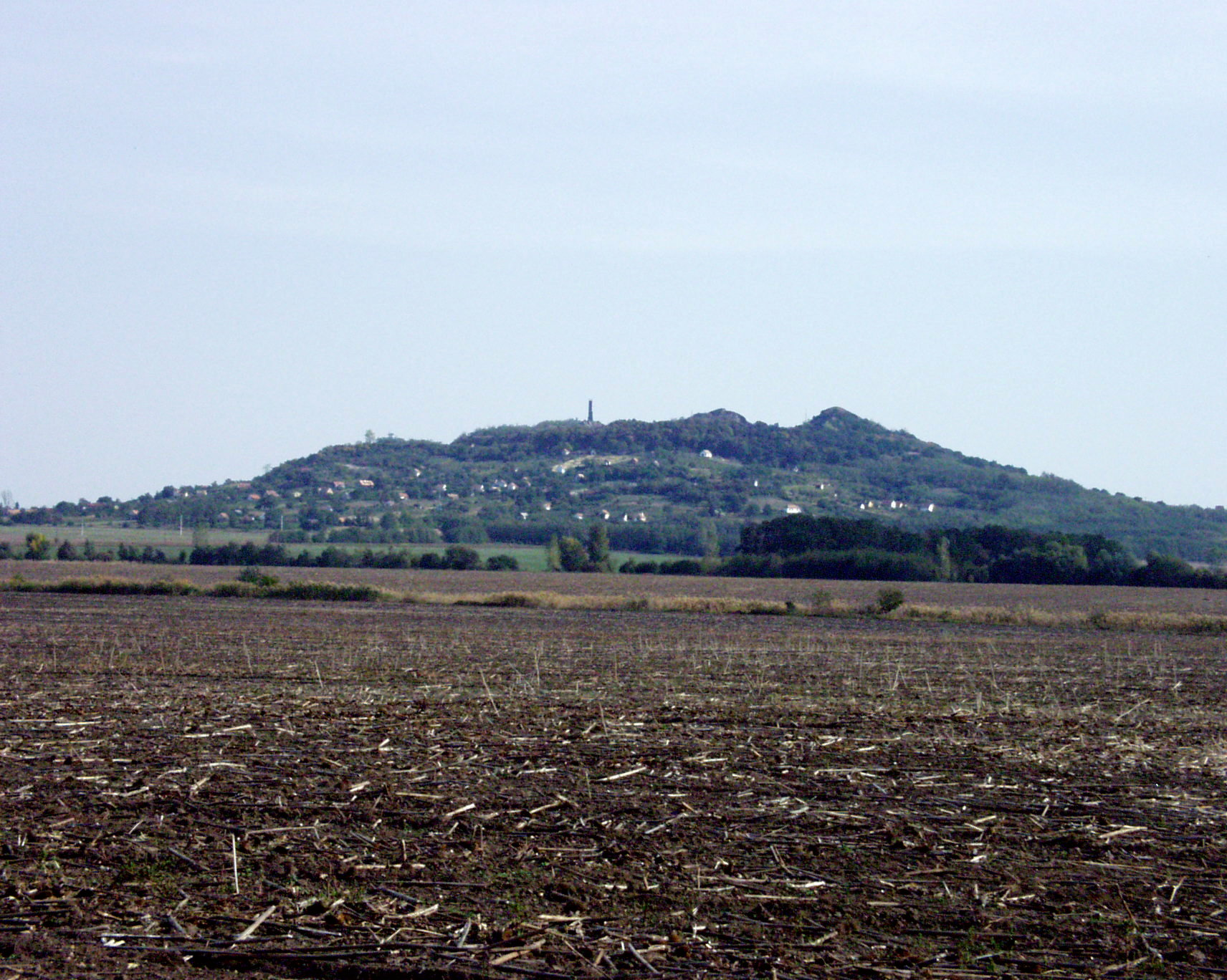
A Ság látképe

Területe 90–100 km², tengerszint feletti átlagos magassága 110-140 méter. Legmagasabb pontjai a 291 méter magasságú Ság hegy (291 méter) és a 235 m-es Kis-Somlyó. Nyugatról a Kemeneshát, keletről a Marcal völgye, délről pedig részben a Kemeneshát, részben a Zalai-dombvidék határolja, nyugat és délnyugat felé a Kemenesalja a Kemeneshátban folytatódik, északról a Rába határolja.
Az éves átlagos csapadékmennyiség 633 milliméter. A legcsapadékosabb hónap a július a 74,4 milliméteres átlagával, csapadékban legszegényebb hónapja a január 37,2 milliméteres átlagával.
A terület egykor összefüggő erdő volt, erre a szintén használatos Cser, Cserhát megjelölése is utal. Jellegében alföldies, dombvidéki része karsztos. Az itt megtelepedett lakosság főleg a Kemeneshát szegélyterületeit népesítette be.

## Története

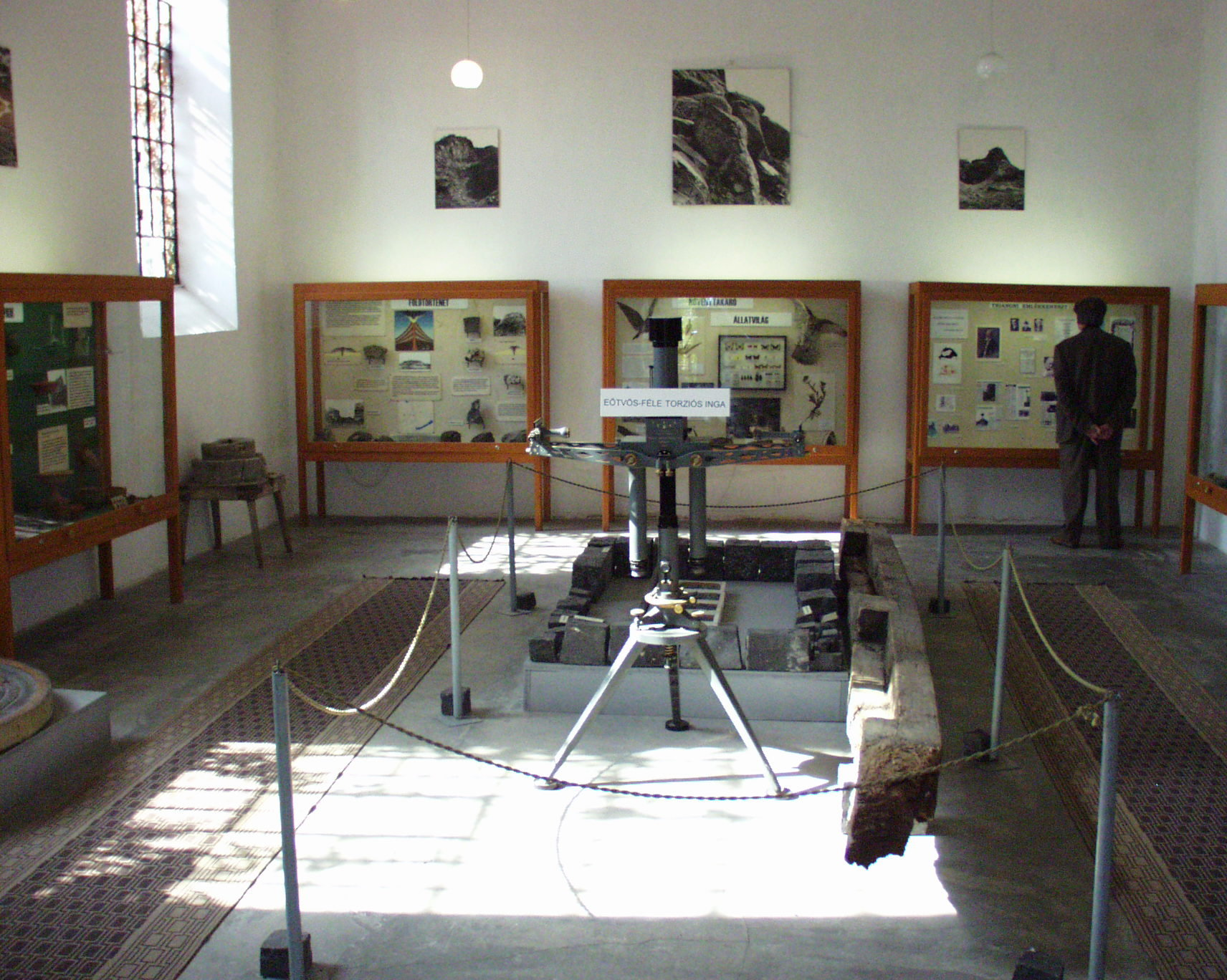
Celldömölk, a sághegyi múzeum az Eötvös-ingával

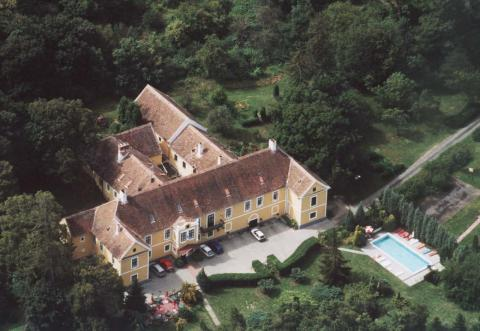
Sitke, kastély

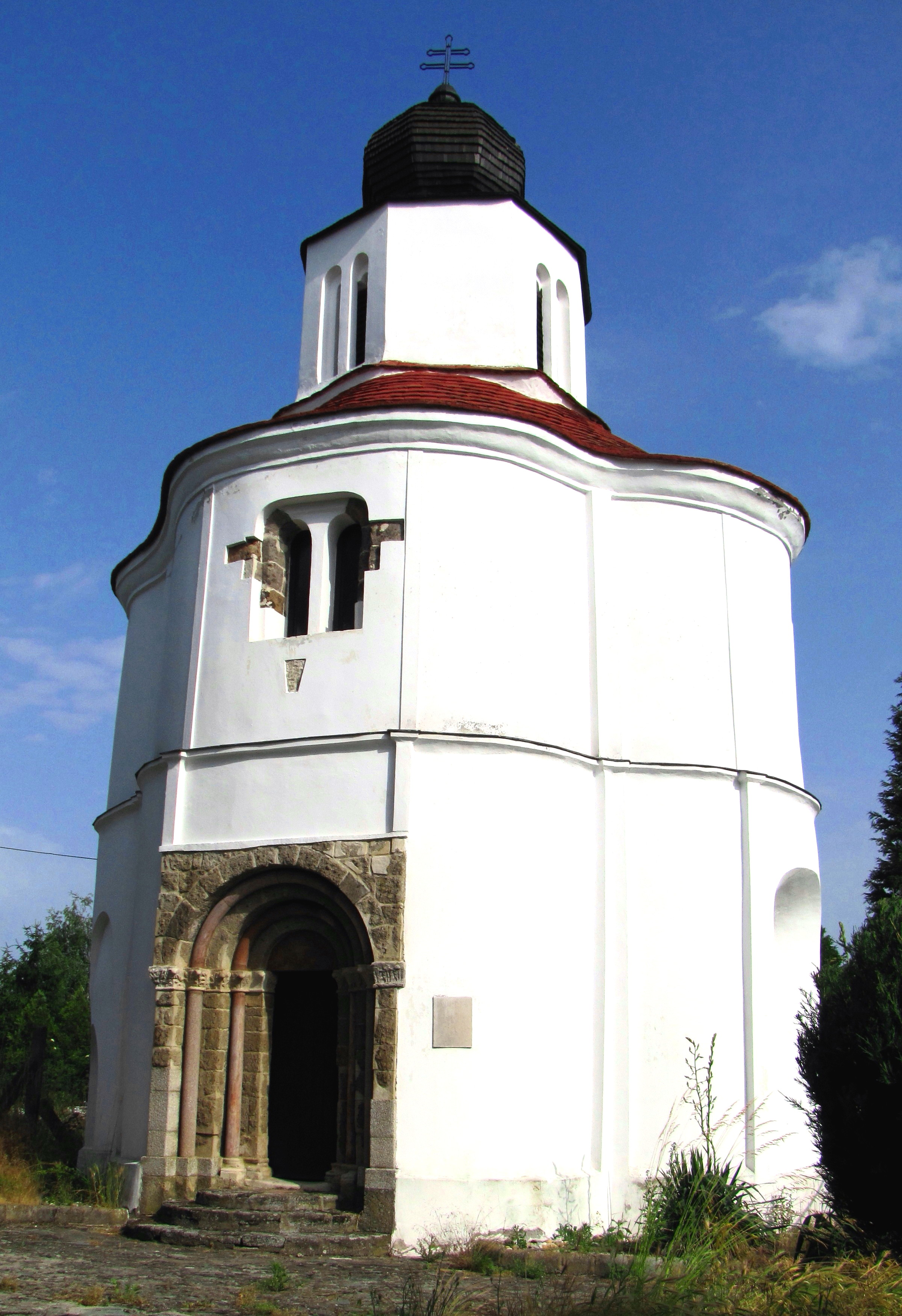
Pápoc, kápolna

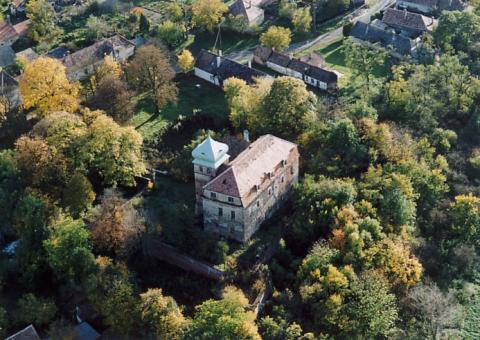
Jánosháza, Erdődi kastély

Kemenesalja legrégebben lakott helyének a Ság hegyet és környékét tartják. Területéről jégkorszak idejéből származó csont- és kőszerszámok kerültek felszínre, de újkőkori-, rézkori- és bronzkori leleteket is találtak itt. Kemenesalja régészeti anyaga a velem-szentvidi feltárásokkal mutat rokonságot. Később a bronzkor korai szakaszában az úgynevezett makói kultúra jelent meg itt. A térség fő közlekedési útvonala a Rába folyó volt, délről erről érkezett a térségbe az úgynevezett vucedoli kultúrához tartozó közösség, majd a középső bronzkorból kerültek napvilágra itt a nyugatról érkezők úgynevezett halomsíros kultúrához tartozók emlékei a közeli Jánosháza határából. A késő vaskort pedig a kelták uralma jelentette a vidéken, a Krisztus előtti V. század közepe körül.
A római kor nyomait a kemenesaljai térségben a Somló környéki Mogetianae település feltételezi. E korban a folyók átkelőinél őrállomások épültek közelükben a kisebb településekkel, és itt helyezkedtek el a földbirtokosok birtokközpontjai is (villa rustica). A két Sitke és Miske táján nagyobb római helység létezett, a mai Alsó-Mesteri helyén egykor állt római villa Mestriana neve is fennmaradt. A Ság hegy tetején pedig táborhely, castrum őrizte a táj és lakói nyugalmát. A térségben a szőlőtermesztés és a bortermelés megjelenése a római korra vezethető vissza.
Kemenesaljának a római időkben két fő útvonala is volt: az egyik az úgynevezett "hadi út", amely a Kemeneshát alatt
Vönöck, Kemenesmihályfa határában húzódott, a másik pedig a "város út" Egyházashetye szomszédságában, a borgátai határban vezetett Szombathelyről, a római Sabariából Mestrianán (Mesterin) keresztül Aquincumba (Budára).
Az avar korból, a 7. századból a közeli Izsákfa-Bokod-pusztáról kerültek elő leletek. A népvándorlás korából: frankok, avarok és szlávok emlékei kerültek napvilágra.
A tájegység a magyarok által már a honfoglalás óta lakott. Kemenesalja legrégibb nemzetsége az Osl nemzetség, melyből később az Ostffy család származott, kinek birtokai a Rába mentén helyezkedtek el. Meghatározó nemzetségek voltak még a középkorban a Köcskyek, Herényiek, a Héderváriak, a Mesteryek is, de számos egyfalus nemzetséggel is találkozunk; ilyenek voltak a: Bobay, Bokody, Dömölky, Kocsy, Magassy, Hetyey, Simonyi, Somlay és más családok.
Kemenesalja népessége a reformáció idején evangélikussá lett, bár területét érintette az ellenreformáció is, ennek ellenére a legtöbb községében máig fennmaradtak az evangélikus egyházközségek is. Mezővárosi központjaivá Jánosháza és Celldömölk fejlődtek.

## Kemenesalja az irodalomban

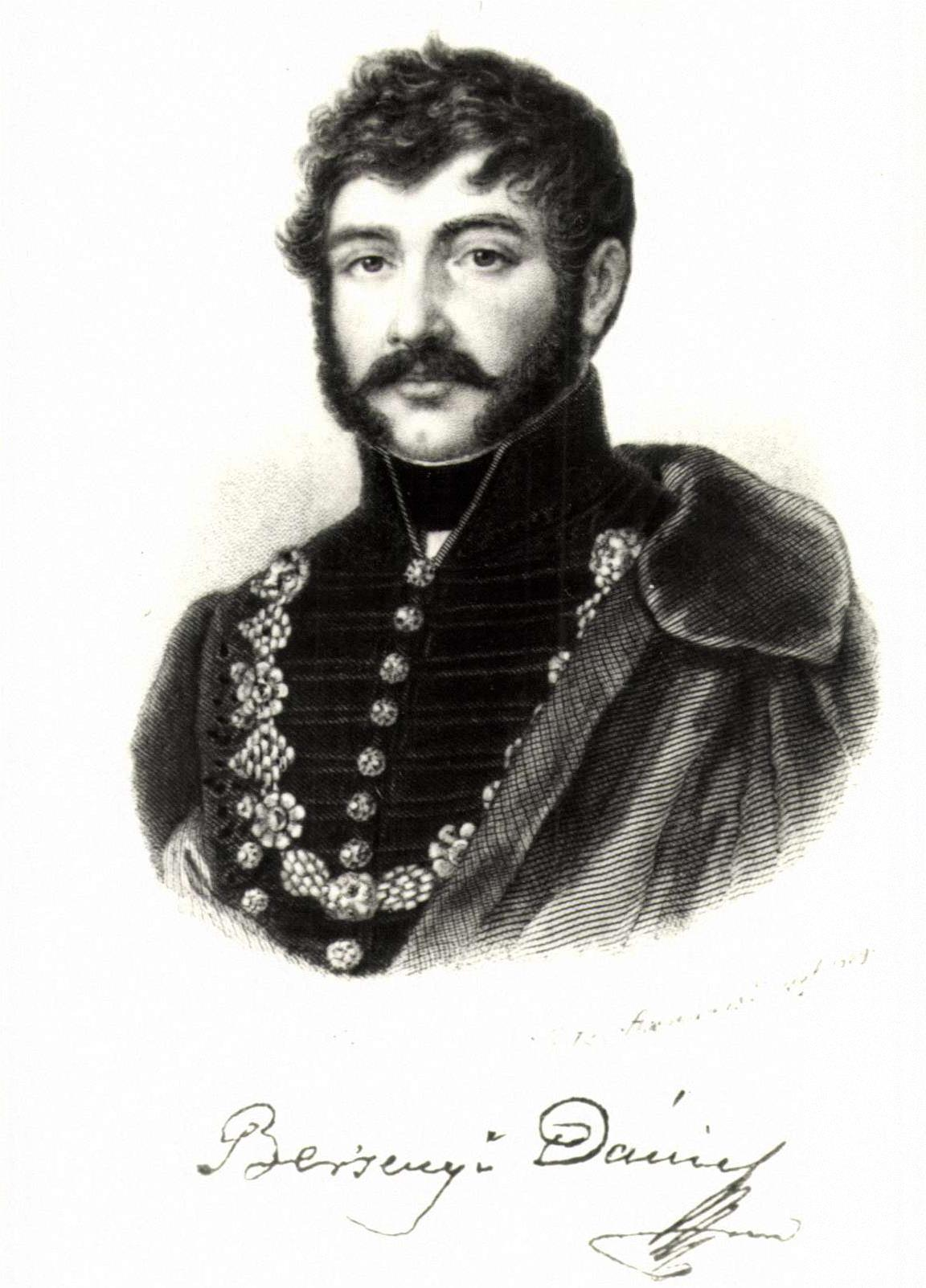
Berzsenyi Dániel arcképe

- Berzsenyi Dániel költő 1776 május 7-én Hetyén született. 1808-ban, a Somogy vármegyei Niklára való költözésekor Búcsúzás Kemenes-Aljától című versében így írt szülõföldjétõl:

Messze setétedik már a Ság teteje,
Ezentúl elrejti a Bakony erdeje,
Szülõföldem, képedet.
Megállok még egyszer, s reád visszanézek.
Vegyétek bús könnyemet...
Elmegyek de szívem ott marad véletek...
- Dukai Takách Judit 1795. augusztus 9-én született Dukán. Az én lakhelyem című versében ugyancsak kemenesaljai szülőföldjéről írt:

...Egy csendes kalibám itt, hol a szép Rába
A virágos rétek partjait locsolja,
Tőled, szent természet érzése, hiába,
Szivemet semmi tárgy másfelé nem vonja.
Távol a nagyvilág fényes lármájától,
Félrevonva annak csábitó gőzétől,
A hízelkedőknek menten csapatjától,
Nyugodtan sok veszély ragadó tőrétől...
- Weöres Sándor 1913. június 22-én született Szombathelyen csöngei középnemesi családba. Kemenesaljai kötődését szépen jelzi "Vas megyei üdvözlet című verse:

Sokszor megyek Szombathelyre,
gondjaimtól szabad helyre,
és mellette Oladon
békességem fogadom,
sűrű fák közt Kámonban
elmerülök álomban,
és ha vágyom völgyre, hegyre,
tovább utazom Kőszegre,
– végtére
hazatérek Csöngére.

## Növényvilága
A táj eredeti növénytakarója - az emberi beavatkozások hatására - mára már csak nyomokban található meg. Az uralkodó erdőtársulás itt a gyertyános-kocsánytalan tölgyes, mely a Káldtól nyugatra fekvő Farkas-erdőben figyelhető meg, míg a fennsík alacsonyabb részein a cseres-tölgyes a természetes erdő, de mára ezeket is nagyrészt átalakította az erdőgazdálkodás flóraidegen fajok (erdeifenyő, akác) telepítésével.
Kemenesalja ma megművelt mezőgazdasági területeinek helyén egykor nagyrészt tatár juharos lösztölgyesek voltak találhatók, míg a folyók mentén főleg tölgy-szil-kőris, valamint ártéri ligeterdők voltak, az alacsonyabb részeken pedig, melyeket a Rába, Marcal és mellékvizeinek áradásai rendszeresen elöntöttek; mocsaras foltok alakultak ki. A folyók közül leginkább a Marcal mentét borították kiterjedt rétlápok, láperdők. 
Az egykori sokszínű vízi világot, a hajdani vegetációt mára már szinte teljesen kiirtották, de a táj átalakításához nagyban hozzájárultak a folyószabályozások, csatornázások is.
Az egykori vulkáni tevékenység alakította tanúhegyek nemcsak geológiai szempontból de természetes élőviláguk által is szigetszerűen eltérnek a környező területektől. Az e tájra régen oly jellemző molyhos tölgyes, bokorerdős és sziklai vegetáció ma már csak apró maradványaikban létezik. Egy részét a bányászat pusztította el, máshol pedig a szőlő- és gyümölcsültetvények foglalták el a helyüket.
Az élővizeknek viszonylag gazdag vízi-, lápi- és mocsári növényzete maradt fenn: többféle békalencsés hínáros is található e helyeken, a mocsarakban és tavakban pedig kolokános társulásokat találhatunk. A rögzült hínáros társulások közül pedig az átokhínáros a leggyakoribb. A holtágakra, tavakra jellemző a süllőhínár, a békaszőlőhínár, a tündérrózsa-vízitökhínár és a sulymos. Leginkább a Marcal mentén találunk nádas és gyékényes foltokat. Az útszéli árkokban, patakok közelében a harmatkása, a Rába és a Marcal völgyében a magassásos társulások, és az iszapnövényzet; például a varangyszittyós is előfordul.
Az egykor nagy kiterjedésű nedves rétek élőhelyei közül a szittyós mára már csak Kemeneskápolna környékén maradt meg a különleges értéket képviselő csátés lápréttel együtt, míg a folyók melléke néhány mocsárrétet is megőrzött. A Rába mentén a kisebb foltokban található kaszálóréteken franciaperjés, ecsetpázsitos részek is előfordulnak.
A száraz szikla- és pusztagyepek csoportjából a Ság hegyi, a Hercseg-hegyi, és a kis-somlyói lejtősztyepprét foltokon egykor a fekete kökörcsin is előfordult.
A Rába mente a füzeseinek kisebb állományai; csigolya füzesek, mandulalevelű bokorfüzesek, puhafa-ligeterdők. A tölgy-kőris-szil ligeterdőknek Kenyeri határában maradtak fenn kisebb állományai. Bükkösökből pedig csak a Kemeneshát déli, magasabb részein, északi kitettségű, hűvösebb lejtőkön (Káld, Bögöte, Szajk környéke) maradtak fenn kisebb foltok, míg a közepes vízellátottságú területeken gyertyános-kocsányos tölgyeseket lehet találni (Káld, Nemeskeresztúr).
Száraz tölgyesek, bokorerdők pedig mára már csak töredékesen lelhetők fel a Ság hegyen és a Hercseg-hegyen. 
Az egykor a napsütötte, közepesen száraz dombhátakra jellemző erdők az egykor itt egyeduralkodó cseres-tölgyesek, melyek a Cser fennsíkját valaha összefüggően borították, mára már csak Kemenesmagasi környékén fordulnak elő szigetszerű foltokban, de fellehető még itt a sédbúzás cseres-kocsánytalan tölgyes kisebb állománya is. 
A lapos hegyhátak kavicsos felszínének különleges társulásai a királyné gyertyás cseres-kocsányos-tölgyesek Sitke, Ostffyasszonyfa és Celldömölk közelében fordulnak elő. Az erdőszélek, határok gyakori társulása még a töviskés is.

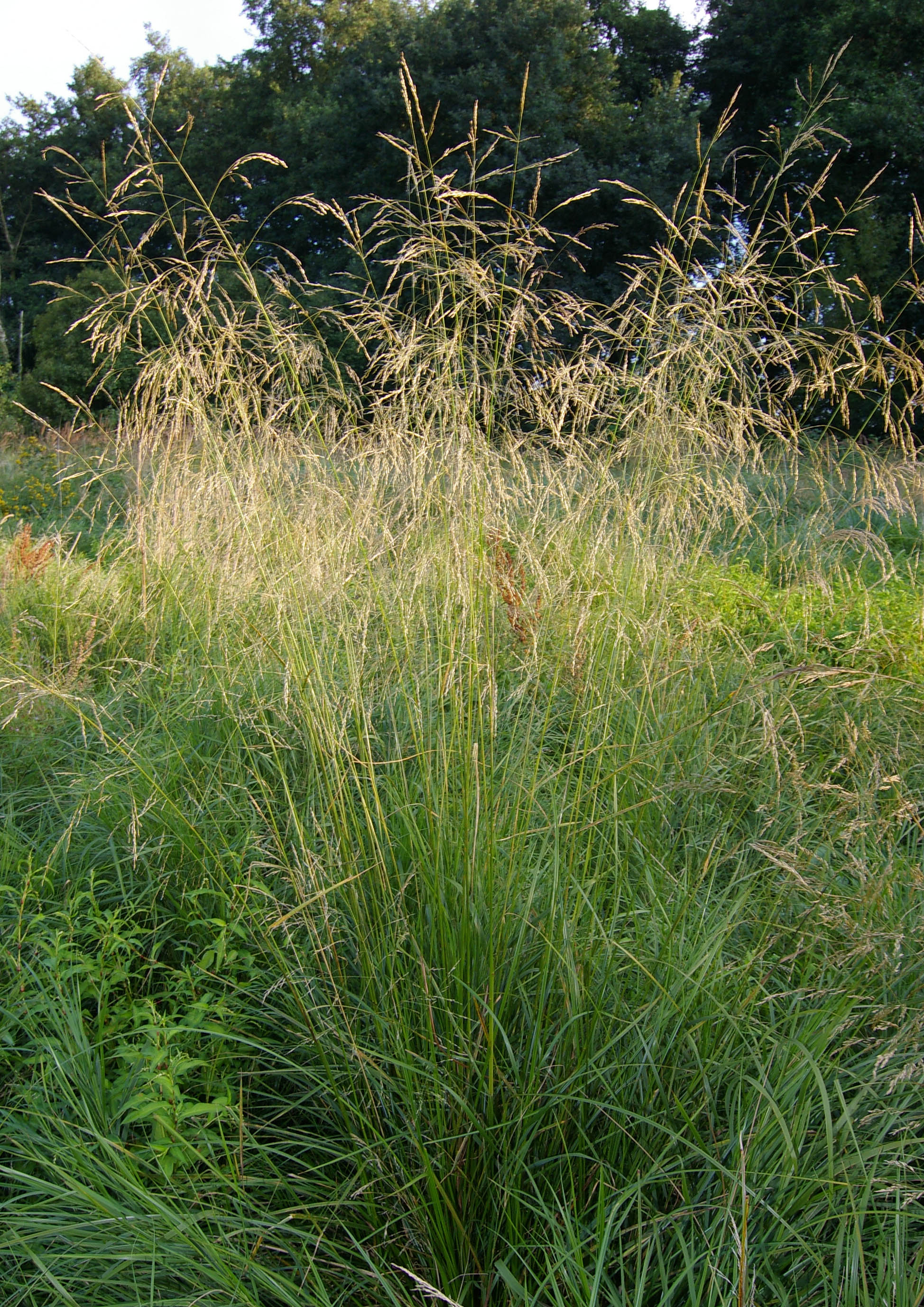
Gyepes sédbúza (Deschampsia cespitosa)
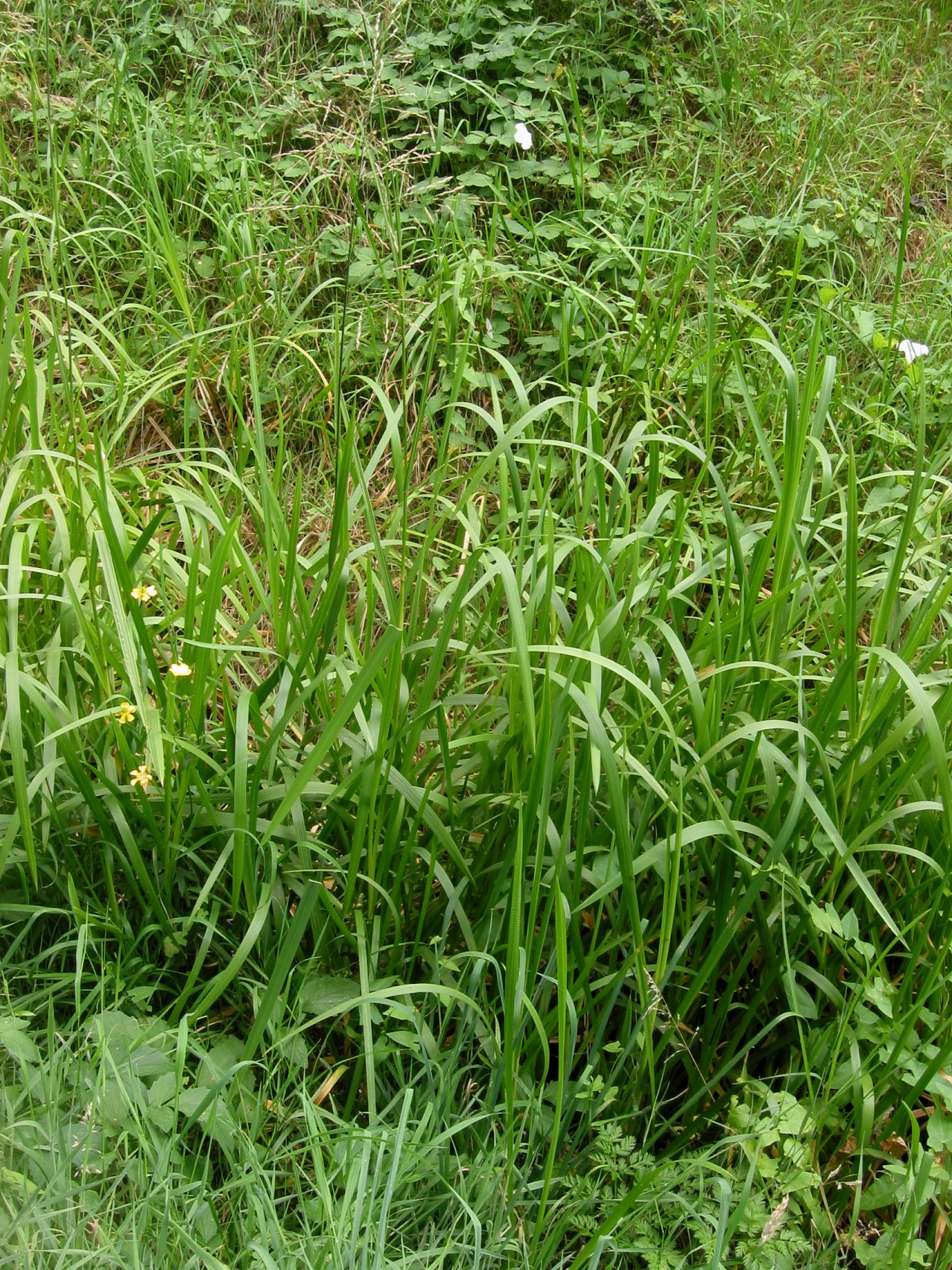
Vízi harmatkása (Glyceria maxima)
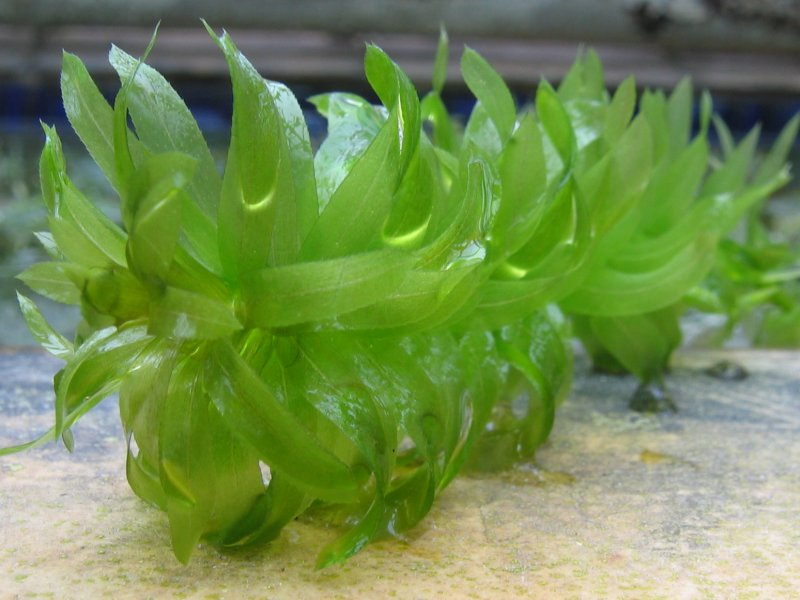
Sűrűlevelű átokhínár (Egeria densa)
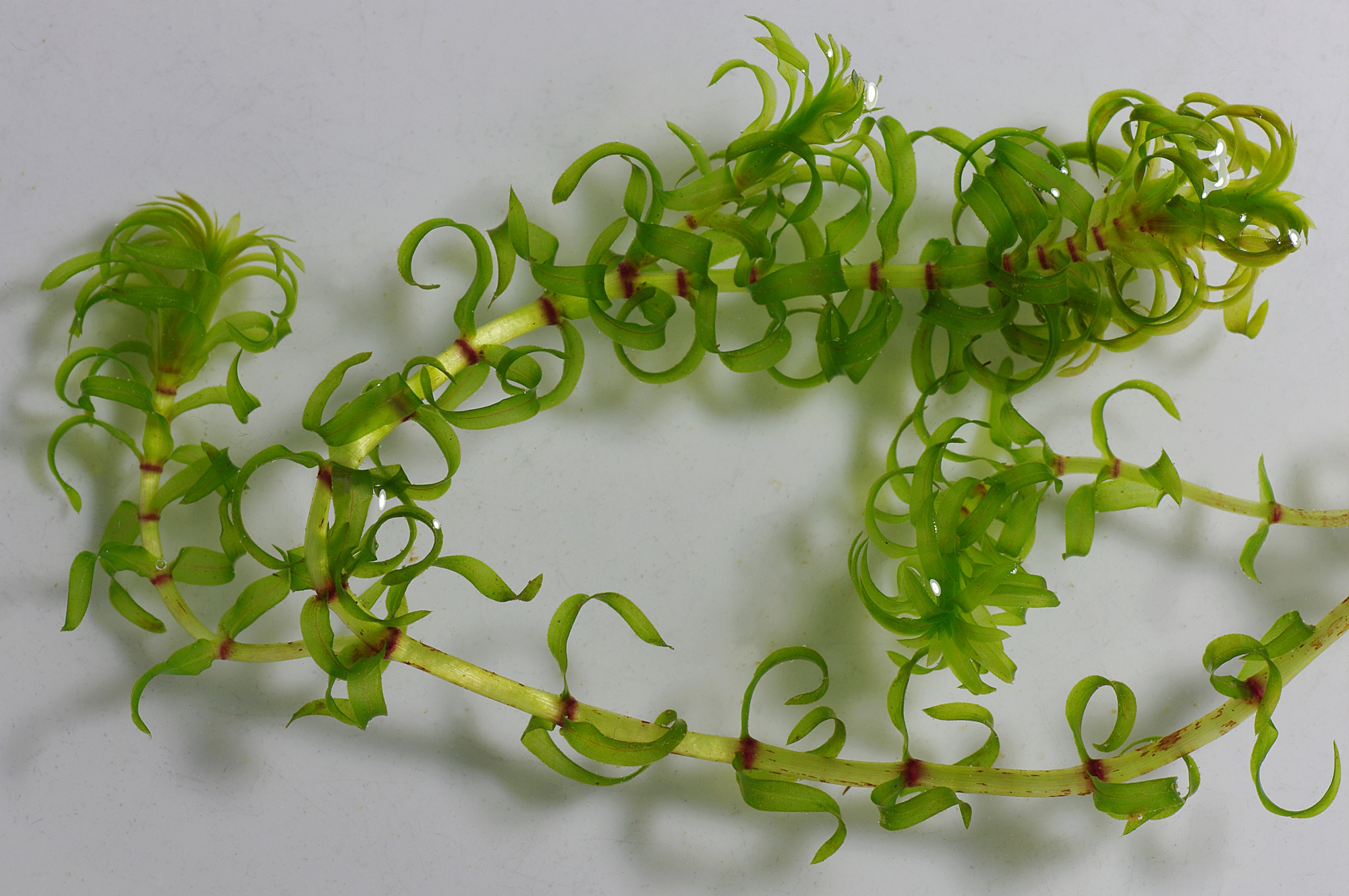
Aprólevelű átokhínár (Elodea nuttallii)
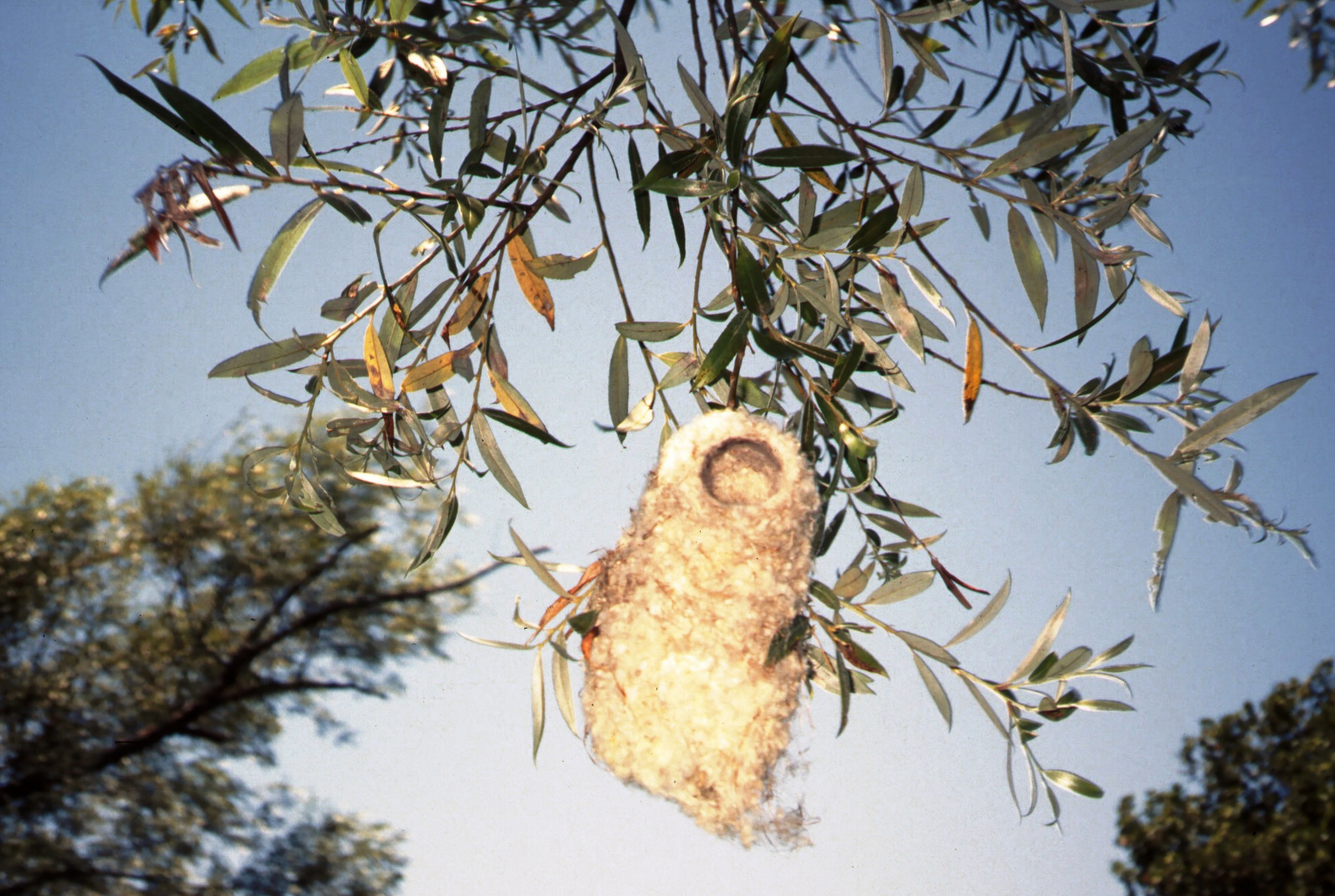
A függőcinege fészke
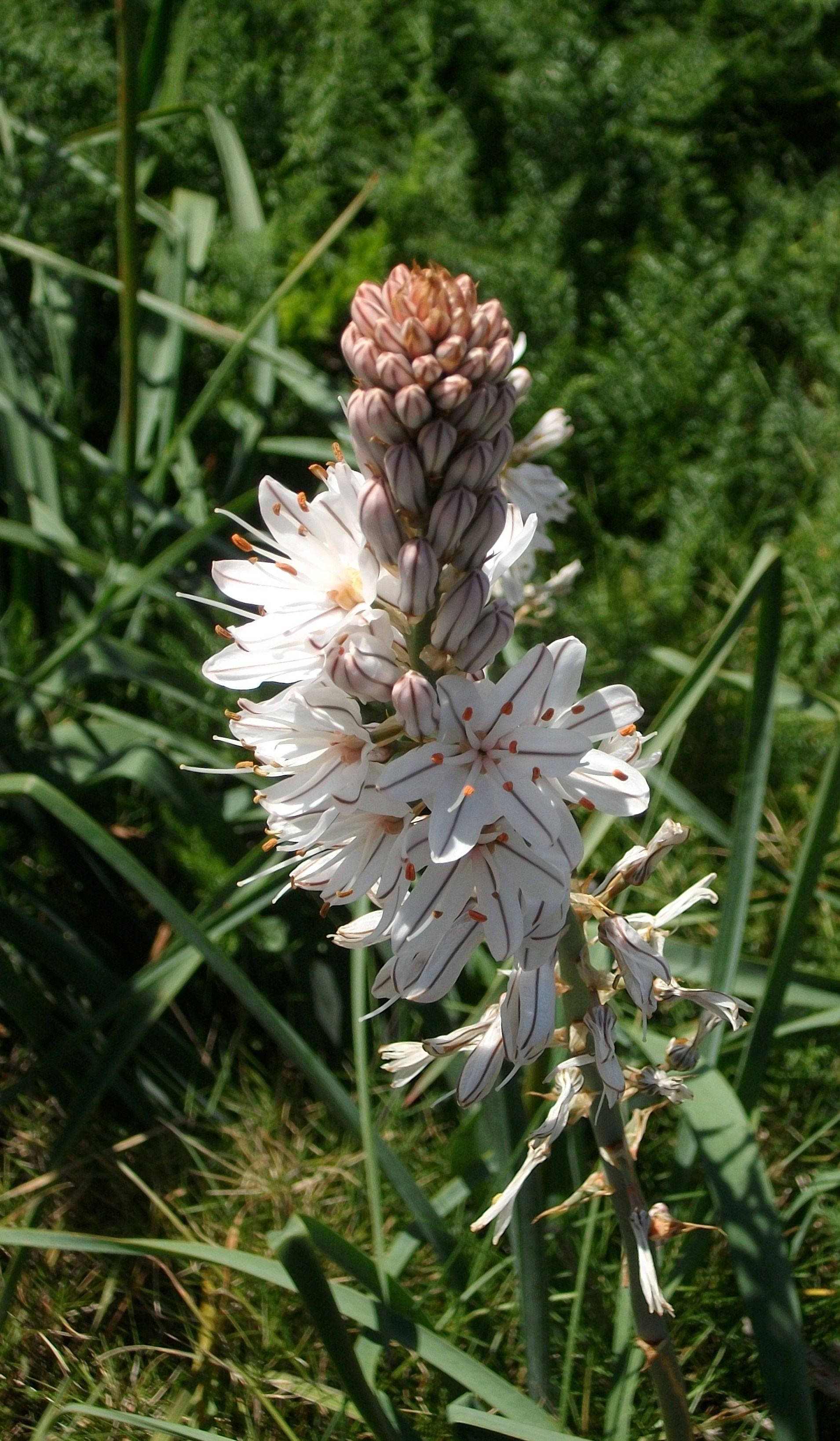
Királyné gyertyája (Fehér aszfodélosz)

## Állatvilága
Az egykor itt előforduló állatvilágnak máig két főbb élőhelye maradt fenn: Cser erdőségei, valamint a folyók, tavak menti vizes élőhelyek.
Rovarvilágára a hazai melegkedvelő tölgyesek, és a vízfolyásokat követő ártéri erdők fajai jellemzőek, de megtalálható itt legnagyobb testű hazai bogárfajunk, a szarvasbogár is. A Rába 12 hazai szitakötőfajnak az élőhelye, főként a Sárvár feletti szakaszokon, ahol tisztább a folyó vize.
A Rába mellékvizeinek és holtágainak legjellemzőbb halai a márna, a dévérkeszeg, balin, a sügérfélék közül pedig a védett magyar bucó, német bucó, selymes durbincs. A holtágak jellegzetessége a kárász, törpeharcsa, compó, és a réti csík. A vizek emlősfaja a vidra, a gazdag növényzettel borított holtágak, patakok mentén pedig a pézsmapatkány, kószapocok, és a vízicickány. Előfordul még itt a törpeegér és a hermelin is.
Madárvilága is gazdagnak mondható: több, mint százötven madárfajt figyeltek meg eddig a folyó mentén, így előfordul itt a fehér gólya, szürke gém, kis lile, billegetőcankó; a nádasokban  a vízityúk, a füzesek jellegzetes faja pedig a függőcinege. Az itt átvonuló nagyszámú madár közül megtalálható a kárókatona és a nagy kócsag is, míg a fekete gólya mára már ritkaságnak számít a nagy, összefüggő erdők hiánya miatt és ritkán előfordult a kanalasgém és a rétisas is.  A Rába-mentén a jégmadár, a szalakóta, az idősebb gyertyános-tölgyesekben a fekete harkály, és a hamvas küllő is, a folyók mentének partfalain pedig a partifecske és a fokozottan védett gyurgyalag is, mely ugyancsak a homok- és löszfalakban költ.

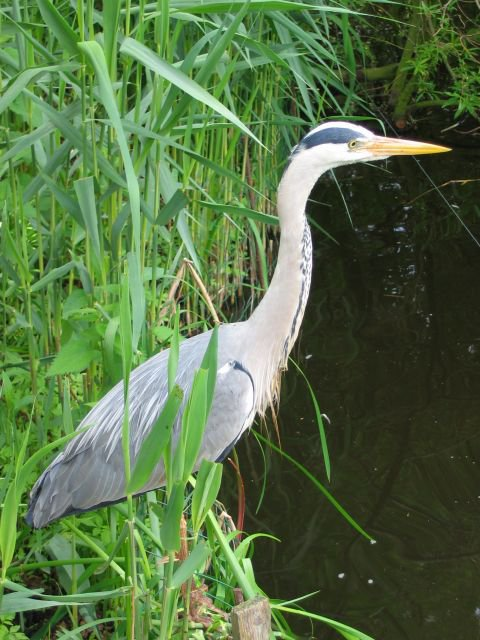
Szürke gém
Jégmadár

## Nevezetességek
- Sághegyi Tájvédelmi Körzet
- Kis-Somlyó hegy
- Sitkei erdő – a Magyarországon védett fehér aszfodélosz (királyné gyertyája, Asphodelus albus) egyik élőhelye
- Kemenesmagasi cseres-molyhos tölgyes

## Kemenesalja települései
- Celldömölk város
- Borgáta
- Boba
- Duka
- Egyházashetye
- Egyházaskesző
- Gérce
- Izsákfa
- Jánosháza
- Karakó
- Kemeneshőgyész
- Kemeneskápolna
- Kemenesmagasi
- Kemenesmihályfa
- Kemenespálfa
- Kemenessömjén
- Kemenesszentmárton
- Kissomlyó
- Köcsk
- Magyargencs
- Mersevát
- Mesteri
- Nagysimonyi
- Nemeskeresztúr
- Nemeskocs
- Sitke
- Szergény
- Tokorcs
- Vásárosmiske
- Vönöck